# Kungshamn
Kungshamn – miejscowość (tätort) w Szwecji, w regionie administracyjnym (län) Västra Götaland, w gminie Sotenäs.
Według danych Szwedzkiego Urzędu Statystycznego liczba ludności wyniosła: 3657 (31 grudnia 2015), 3485 (31 grudnia 2018) i 3489 (31 grudnia 2019).